# Зидан, Эльяс
Элья́с Зида́н Ферна́ндес (фр. Elyaz Zidane Fernández; родился 26 декабря 2005) — французский футболист, защитник клуба «Бетис Депортиво». Младший сын футболиста и тренера Зинедина Зидана.

## Клубная карьера
Эльяс начал заниматься футболом в команде «Канильяс», прежде чем присоединиться к академии клуба «Реал Мадрид» в 2013 году.
Он прошёл все уровни академии «Реала». Начал играть за команду U-19 в сезоне 2021/2022.

## Карьера в сборной
Эльяс — игрок французской сборной возрастом до 17 лет. В 2022 году он выиграл в составе сборной юношеский чемпионат Европы до 17 лет.

## Достижения
Сборная Франции (до 17 лет)
- Чемпион Европы до 17 лет: 2022